# İnönü Üniversitesi

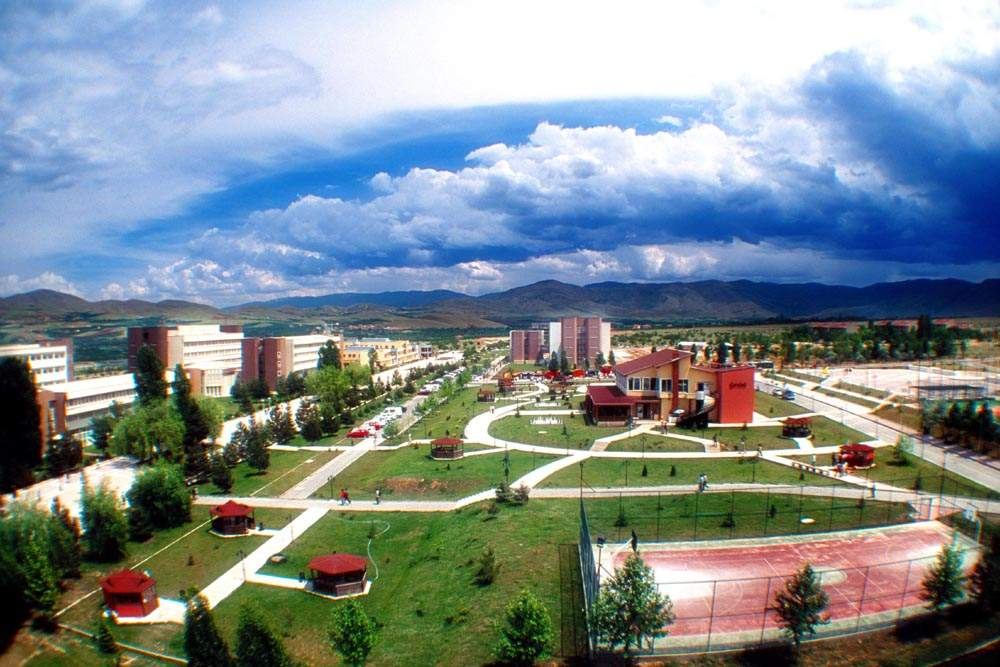
Hauptcampus der Universität İnönü

Die İnönü-Universität (Türkisch: İnönü Üniversitesi) in der osttürkischen Stadt Malatya ist eine staatliche Universität der Türkei mit 19.000 Studierenden und ca. 1600 akademischen Mitarbeitern. Die Universität wurde am 28. Februar 1975 gegründet und gliedert sich heute in 9 Fakultäten. Ihren Namen trägt sie nach İsmet İnönü.
- Fakultät für Geistes- und Naturwissenschaften
- Fakultät für Kunst
- Fakultät für Wirtschafts- und Verwaltungswissenschaften
- Fakultät für Theologie
- Fakultät für Ingenieurwissenschaften
- Fakultät für Medizin
- Fakultät für Gesundheitserziehung
- Fakultät für Erziehungswissenschaften

Die Fakultät für Geistes- und Naturwissenschaften ist die älteste Fakultät der Universität, sie wurde am 28. Februar 1977 gründet.